# Heliophila cedarbergensis
Heliophila cedarbergensis är en korsblommig växtart som beskrevs av Wessel Marais. Heliophila cedarbergensis ingår i släktet solvänner, och familjen korsblommiga växter. Inga underarter finns listade i Catalogue of Life.